# Rolf-Georg Köhler

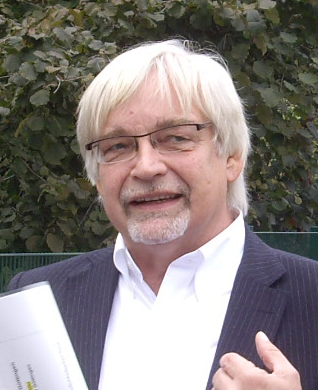
Rolf-Georg Köhler (2015)

Rolf-Georg Köhler (* 27. November 1951 in Göttingen) ist ein deutscher Politiker der SPD. Von 2014 bis 2021 war er Oberbürgermeister seiner Geburtsstadt.

## Leben und Wirken
Rolf-Georg Köhler bestand 1972 am Göttinger Max-Planck-Gymnasium die Abiturprüfung. Anschließend studierte er bis 1976 in Berlin, dann bis 1978 an der Universität Göttingen Betriebswirtschaftslehre. Nach dem Studium begann er eine Ausbildung zum Sparkassenkaufmann, die er 1980 beendete. Er war weitere 18 Jahre bei der Sparkasse Göttingen tätig, u. a. als stellvertretender Leiter der Immobilienabteilung, bevor Köhler 1998 Geschäftsführer der Städtischen Wohnungsbau GmbH wurde.
1974 trat Köhler der SPD und 1978 der Gewerkschaft bei. Er war von 1985 bis 2006 Mitglied des Ortsrates von Grone und von 1986 bis 1998 auch des Stadtrats von Göttingen, ab 1991 als Vorsitzender der SPD-Fraktion. Von 2001 bis 2008 saß Köhler im Kreistag des Landkreises Göttingen.
2014 wurde Köhler Oberbürgermeisterkandidat der SPD Göttingen, nachdem der damalige Oberbürgermeister Wolfgang Meyer aus Altersgründen nicht mehr zur Wahl angetreten war. Bei der Stichwahl am 15. Juni 2014 konnte sich Köhler mit 58,9 % gegen den CDU-Kandidaten Martin Rudolph durchsetzen. Bei der Oberbürgermeisterwahl 2021 trat er nicht mehr an, Nachfolgerin wurde Petra Broistedt (SPD).